# デザイン学科
デザイン学科（デザインがっか）は、デザインについての教育研究を目的とした大学の学科の一つである。美術学部・芸術学部・造形学部・工学部などにある。

## デザイン学科を持つ日本の大学
- デザイン工学科の名称を持つ日本の大学はデザイン工学科、を参照。
- 環境デザイン学科の名称を持つ日本の大学は環境デザイン学、を参照。
- 情報デザイン学科の名称を持つ日本の大学は情報デザイン学科、を参照。
- 建築学科系のデザイン学科の名称を持つ日本の大学は建築学科や空間デザイン学科、を参照。
- インテリアデザイン学科の名称を持つ日本の大学はインテリアデザイン学科や空間デザイン学科、を参照。
- プロダクトデザイン学科の名称を持つ日本の大学はプロダクトデザイン学科や空間デザイン学科、を参照。
- ビジュアルデザイン学科の名称を持つ日本の大学はビジュアルデザイン学科、を参照。
- グラフィックデザイン学科の名称を持つ日本の大学はグラフィックデザイン学科、を参照。
- ファッションデザイン学科の名称を持つ日本の大学はファッションデザイン学科、を参照。
- キャラクターデザイン学科の名称を持つ日本の大学はキャラクターデザイン学科、を参照。
- システムデザイン学科の名称を持つ日本の大学はシステムデザイン工学科、を参照。
- 感性デザイン学科の名称を持つ日本の大学は感性デザイン学科、を参照。
- 生活デザイン学科の名称を持つ日本の大学は生活デザイン学科、を参照。

- ライフデザイン学科の名称を持つ日本の大学はライフデザイン学科、を参照。
- キャリアデザイン学科の名称を持つ日本の大学はキャリアデザイン学科、を参照。
- 千葉大学  工学部  デザイン学科は、総合工学科デザインコースに改組
- 日本大学  藝術学部  デザイン学科
- 愛知産業大学  通信教育部  デザイン学科
- 愛知産業大学 造形学部  デザイン学科
- 札幌市立大学 デザイン学部  デザイン学科
- 崇城大学 芸術学部  デザイン学科
- 倉敷芸術科学大学 芸術学部  デザイン学科
- 多摩美術大学 造形表現学部(夜間)  デザイン学科
- 東亜大学  芸術学部  アート・デザイン学科
- 東京工科大学 デザイン学部  デザイン学科
- 東京工芸大学 芸術学部  デザイン学科
- 東京藝術大学  美術学部  デザイン科
- 京都市立芸術大学 美術学部  デザイン科
- 星槎道都大学 美術学部  デザイン学科
- 名古屋学芸大学 メディア造形学部  デザイン学科
- 大阪芸術大学 芸術学部  デザイン学科
- 東京造形大学 造形学部  デザイン学科
- 女子美術大学 芸術学部  デザイン・工芸学科
- 京都美術工芸大学  美術学部  デザイン・工芸学科
- 京都芸術大学  通信教育部  デザイン科
- 金沢美術工芸大学 美術工芸学部  デザイン科
- 成安造形大学 造形学部  デザイン科
- 東京芸術大学 美術学部  デザイン科
- 福井工業大学 環境情報学部  デザイン学科
- 拓殖大学 工学部 デザイン学科

- 九州産業大学 芸術学部には、ソーシャルデザイン学科 (2016〜)がある。
- 武蔵野美術大学 造形学部  には、基礎デザイン学科　がある。
- 湘南工科大学 工学部　総合デザイン学科
- 筑波技術大学  産業技術学部　総合デザイン学科
- 千葉工業大学  工学部  には、フレックスコースの　デザイン科学科　がある。
- 東海大学(札幌キャンパス） 国際文化学部  には、デザイン文化学科　がある。
- 東北工業大学 ライフデザイン学部 には、産業デザイン学科　がある。
- 東京農業大学 農学部には、デザイン農学科がある。
- 富山大学  都市デザイン学部（2018年新設）に都市・交通デザイン学科　がある。
- 土木工学科を改名したものは、下記を参照。
  - 宇都宮大学  地域デザイン科学部（2016年4月新設）社会基盤デザイン学科
  - 東洋大学  理工学部  都市環境デザイン学科 - 1962年、工学部に土木工学科を新設。1995年、土木工学科を環境建設学科に名称変更。2009年、理工学部改組に伴い改称
  - 九州産業大学  建築都市工学部　都市デザイン学科 - 1964年、工学部に土木工学科増設。2004年、土木工学科を都市基盤デザイン工学科へ名称変更。2017年、建築都市工学部を新設。都市デザイン学科に
- 名古屋芸術大学 デザイン学部  デザイン学科は芸術学科デザイン領域に改名